# Fannia longiseta
Fannia longiseta är en tvåvingeart som beskrevs av Wang 2008. Fannia longiseta ingår i släktet Fannia och familjen takdansflugor.
Artens utbredningsområde är Sichuan (Kina). Inga underarter finns listade i Catalogue of Life.